# ローデウェイク・スヘルフハウト
ローデウェイク・スヘルフハウト（Lodewijk Schelfhout、1881年8月23日 - 1943年11月5日）はオランダの画家、版画家、工芸家である。モダニズムの画家で陶芸や家具デザイナーとしても働いた。

## 略歴
デン・ハーグで生まれた。ハーグ派の風景画家、アンドレアス・スヘルフハウト(1787-1870)の孫で、父親のアンリ( Henri Schelfhout: 1838-1910)は成功したオペラ歌手で、母親はオランダ王室の洗礼式の衣装を制作した服飾家であった。家族はヤコブ・マリスらの有名な画家のマリス兄弟の友人であった。
オランダハールレムの美術学校を卒業した後1900年にドイツのリューデンシャイトに旅し、画家やピアノ教師として働いた。1903年から1913年の間はパリで働き、モンパルナスのカフェ「ル・ドーム」に集まった芸術家の一人になった。はじめポール・セザンヌやフィンセント・ファン・ゴッホのスタイルの作品を描いていたがアンリ・ル・フォーコニエ(1881-1946)の影響を受けて「キュビスム」の画家の一人となった。
1907年にパリの展覧会に出展し、1908年のアンデパンダン展に出展し、1911年の第27回アンデパンダン展で会場の一室を占拠し、キュビスムの一大デモンストレーションを行った芸術家の一人となった、1911年の夏はドイツ出身の画家、ヘルマン・リスマン(Hermann Lismann: 1878-1943)と南仏のレザングルで過ごし、オランダ出身の画家、キッケルト(Conrad Kickert: 1882-1965)やピート・モンドリアン(1872-1944)ともパリでともに過ごした。1912年にヤコブス・フェルデヘール(Jacobus Gerardus Veldheer: 1866-1954)から版画を学んだ。
1913年にオランダに戻り、ヒルフェルスムに住み、オランダで活動した。ベルリンで、1913年に開かれた前衛画家の展覧会、「Erster Deutscher Herbstsalon（最初のドイツ秋季展）」に、2点の版画と1点の油絵を出展した 。1915年にアムステルダム市立美術館で最初の個展を開いた。 1919年にコルシカ島に5か月間滞在した。 1920年には、ヤン・トーロップやベルナルト・エセルス(Bernard Essers)、ファン・デル・ストック(Henri van der Stok)、マチュー・ヴィーフマン(Matthieu Wiegman)らとゼーラント州ゼーラントの保養地ドンブルグ(Domburg)で活動していた。1825年にはパリで開かれた「現代装飾美術・産業美術国際博覧会」（Exposition Internationale des Arts Décoratifs et Industriels modernes）に出展し、アール・デコのスタイルの陶芸などの工芸品の製作を行い、自分で持っていた自分の油絵作品を廃却した。
1937年にナチスによってスヘルフハウトの作品は「退廃芸術」に指定され、ベルリンの国立美術館(Nationalgalerie)所蔵の作品は没収され、行方不明になった。
1943年にアムステルフェーンで没した。

## 作品

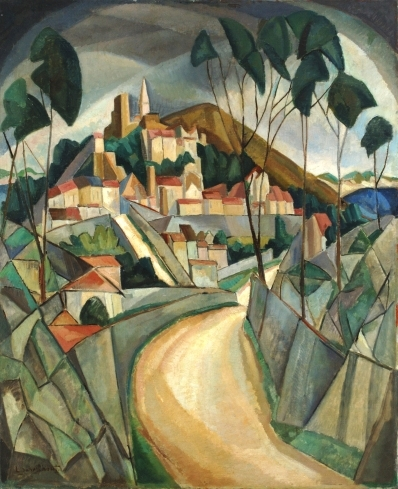
レザングル、(1912)
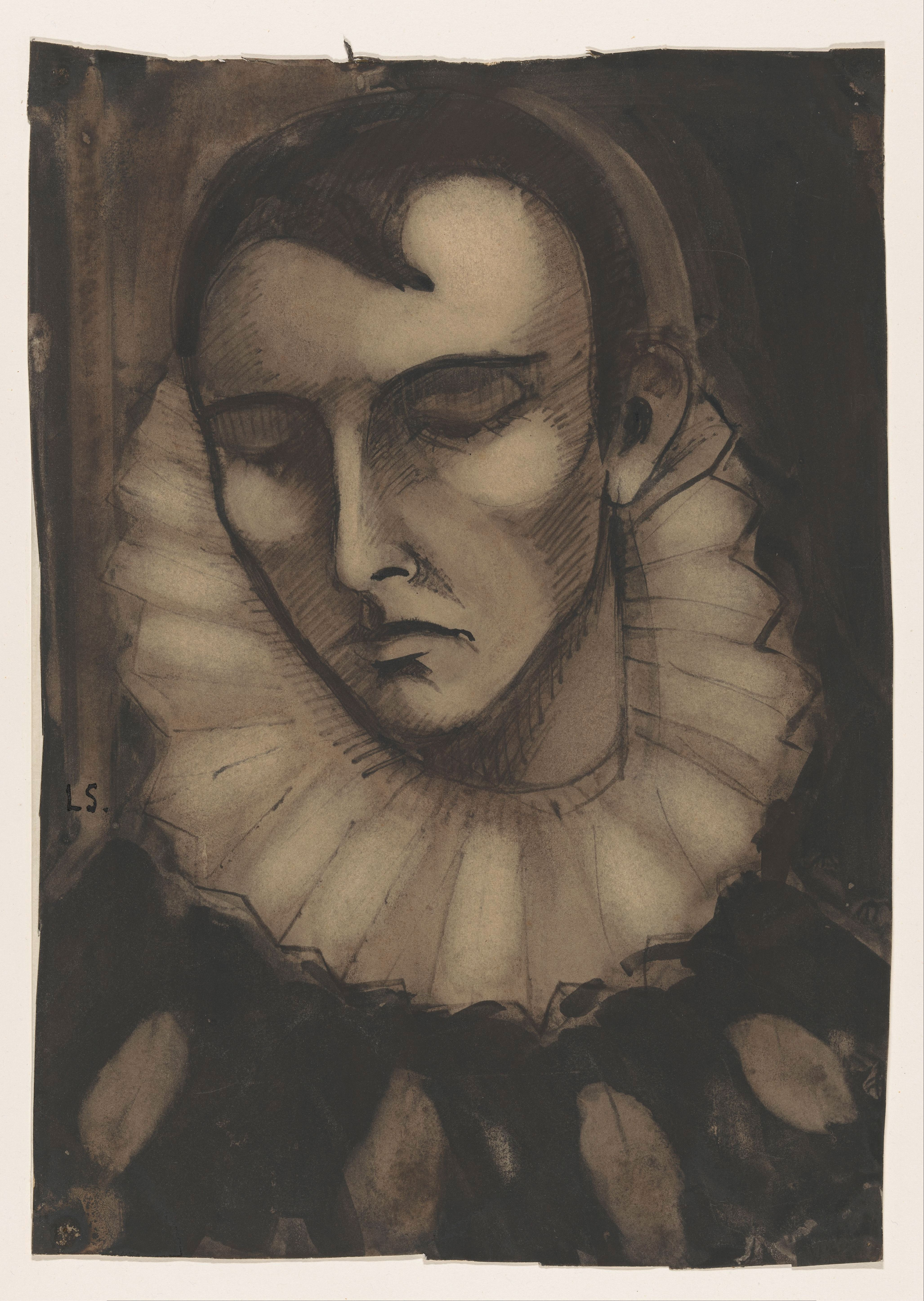
ピエロ　(素描)
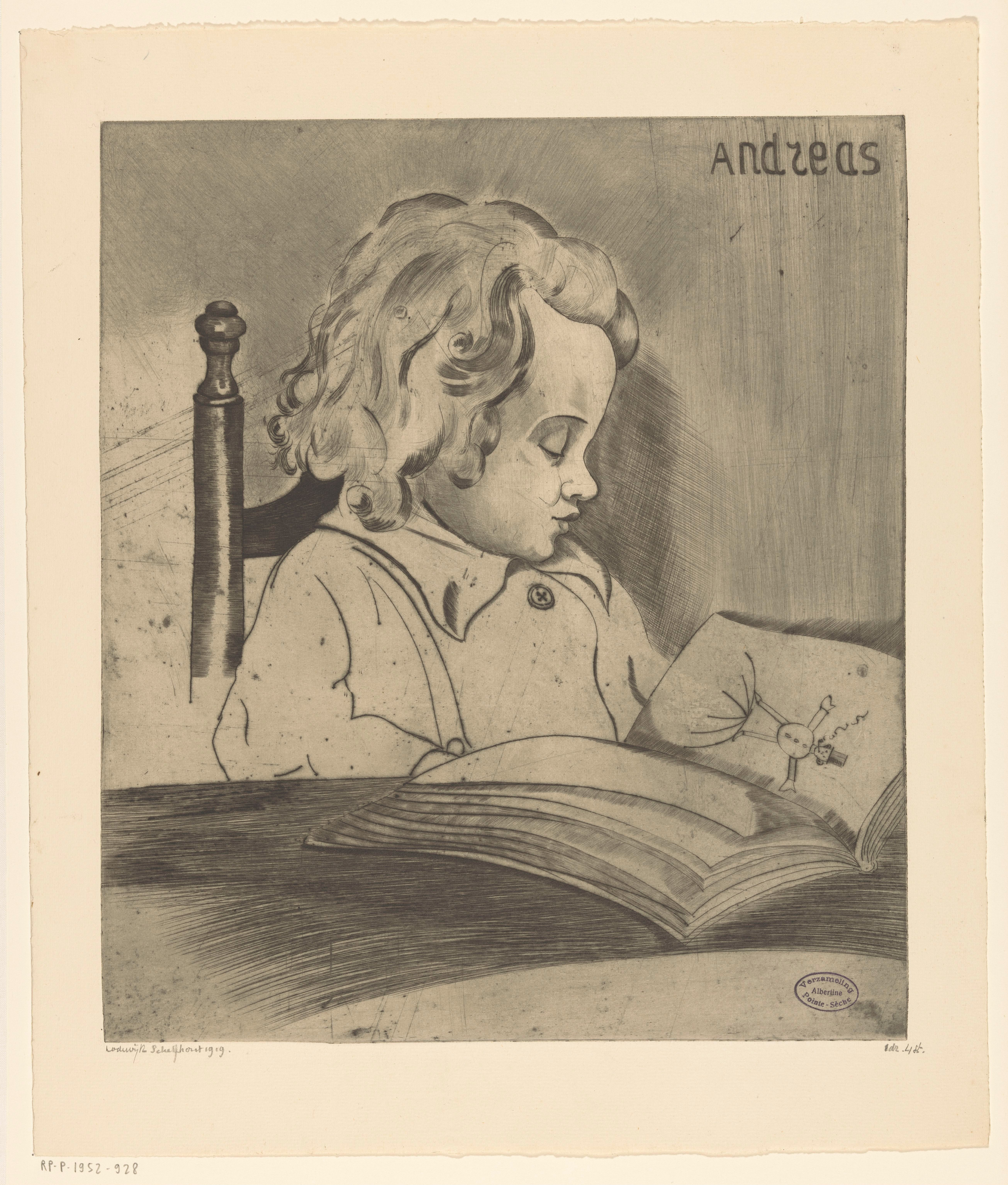
版画作品
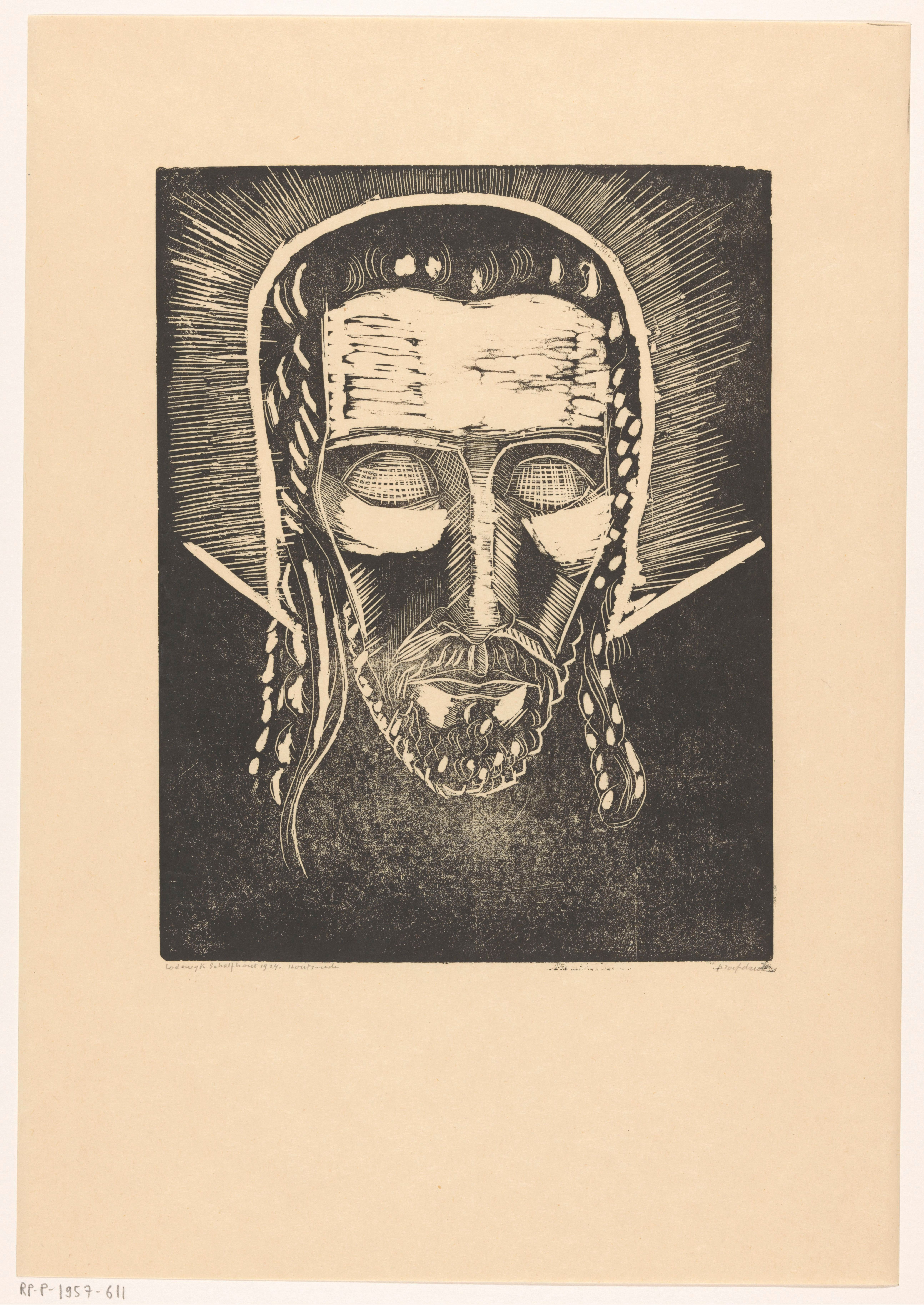
版画作品、キリストの頭部(1924)